# Старо Ђурђево
Старо Ђурђево (познато и као Колонија) је јужни део насељеног места Темерин у општини Темерин у Јужнобачком округу.

## Положај и статус
Старо Ђурђево се налази између централног дела Темерина на северу и насеља Бачки Јарак на југу. Има своју месну заједницу под називом "Старо Ђурђево" која чини једну од две месне заједнице градског насеља Темерин (Друга поменута месна заједница Темерина има назив "Прва МЗ Темерин").
Месна заједница "Старо Ђурђево" окружена је месном заједницом "Прва МЗ Темерин" на западу, северу и истоку и месном заједницом "Бачки Јарак" на југу.

## Историја
У првој половини 18. века, Темерин је био мало насеље, а број становника је веома осцилирао. У другој половини 18. века, Темерин чине двестотинак, а потом тристотинак кућа, а више је било православног него католичког становништва. Године 1796. гроф Шандор Сечењи купује овај посед и након тога почиње интензивно исељавање православаца.
У једној таквој сеоби из 1799. године, напуштен је јужни део Темерина звани Ђурђево, а становници су се преселили на пустару јужно од Жабља и основали ново село, које су такође назвали Ђурђево. Ово пресељење имало је карактер сеобе са жупанијске територије на територију Војне границе.
Између два светска рата, на југу Темерина, на месту некадашњег села Ђурђево, изграђено је ново насеље колониста добровољаца, које је названо Старо Ђурђево или Колонија. Ово ново насеље, међутим, није стекло статус административног насеља, добило је само сопствену месну заједницу. Старо Ђурђево се касније проширило ка југу и спојено је са суседним насељем Бачки Јарак.

## Карактеристике насеља
Старо Ђурђево се протеже дуж пута Нови Сад - Бечеј и спаја суседна насеља Темерин и Бачки Јарак. Насеље се шири ка истоку, а на западу је омеђено железничком пругом. На другој страни пруге су економија земљорадничке задруге и фабрика кугличних лежаја. Центар насеља је формиран на средини Новосадске улице и чини га задружни дом, у којем су канцеларија месне заједнице, пошта и амбуланта, док су у близини једна вишеспратница и нова црква. 